# Kowl
Kowl è un personaggio del cartone animato statunitense She-Ra, la principessa del potere del 1985. È stato doppiato in originale da Erik Gunden, mentre in Italia da Benita Martini. 

## Biografia del personaggio
Kowl è una creatura di Etheria che assomiglia (ed il nome suggerisce questa tesi) ad un incrocio fra un koala ed un gufo con ali membranose colorate che sembrano quasi orecchie da Dumbo.
I membri della sua specie sono in grado di leggersi il pensiero l'uno con l'altro se in possesso delle rispettive piume. Grazie a questa peculiarità, le orde infernali di Hordak in una occasione riuscirono a catturare i propri nemici. Benché Kowl non sia molto coraggioso, non si tira mai indietro se i suoi amici hanno bisogno di aiuto. È il migliore amico di Bow, con il quale ha un amichevole rapporto di "amore-odio". L'antagonista di Kowl è invece Imp, al punto che in un episodio Imp fa credere agli altri ribelli che Kowl è una spia di Hordak. Da notare che Kowl è anche una delle tre persone su Eteria che conoscono la vera identità di She-Ra.
Il personaggio è stato inventato dalla Filmation.
Nel reboot del 2018 She-Ra e le Principesse Guerriere Kowl compare come easter egg nel terzo episodio sotto forma di pupazzo di peluche nella stanza di Glimmer.